# كريستي نوم
كريستي لين أرنولد نوم (بالإنجليزية: Kristi Lynn Noem) (وُلدت في 30 نوفمبر 1971)، هي سياسية أمريكية وضابطة في القوات الجوية الاحتياطية، تشغل منصب وزيرة الأمن الداخلي الأمريكية الثامنة منذ عام 2025. تنتمي إلى الحزب الجمهوري، شغلت منصب الحاكمة الثالثة والثلاثين لولاية داكوتا الجنوبية من 2019 حتى 2025، ومثّلت مقاطعة داكوتا الجنوبية في مجلس النواب الأمريكي من 2011 حتى 2019.
وُلدت نوم في ووترتاون، داكوتا الجنوبية، بدأت مسيرتها السياسية في مجلس نواب داكوتا الجنوبية، حيث خدمت من 2007 حتى 2011. تم انتخابها كأول امرأة تحكم ولاية داكوتا الجنوبية في عام 2018 بدعم من الرئيس دونالد ترامب. حظيت باهتمام وطني خلال جائحة كوفيد-19 لمعارضتها فرض الكمامات على مستوى الولاية ولترويجها الإجراءات التطوعية. تتبنى نوم مواقف محافظة في معظم القضايا الداخلية، وخاصةً حقوق حمل السلاح.
إلى جانب العمل السياسي، تعمل نوم كمزارعة ومربية مواشٍ. نشرت سيرتين ذاتيتين، هما «ليس أول رقص رودي لي: دروس من قلب الأرض» (2022) و«لا عودة إلى الوراء» (2024)، اللتان أثارتا جدلاً بسبب سردها لقتلها كلب عائلي صغير وادعاءات غير دقيقة حول لقاءاتها مع قادة أجانب. رشحها دونالد ترامب لمنصب وزيرة الأمن الداخلي في حكومته الثانية، وتم تأكيدها في يناير 2025 بعد تصويت مجلس الشيوخ بنتيجة 59 مقابل 34.